# Okręg wyborczy Westhoughton
Okręg wyborczy Westhoughton powstał w 1885 r. i wysyłał do brytyjskiej Izby Gmin jednego deputowanego. Okręg obejmował miasto Westhoughton w hrabstwie Lancashire. Został zlikwidowany w 1983 r.

## Deputowani do brytyjskiej Izby Gmin z okręgu Westhoughton
- 1885–1892: Frank Hardcastle, Partia Konserwatywna
- 1892–1906: Edward Stanley, lord Stanley, Partia Konserwatywna
- 1906–1921: William Tyson Wilson, Partia Pracy
- 1921–1951: Rhys Davies, Partia Pracy
- 1951–1973: Tom Price, Partia Pracy
- 1973–1983: Roger Stott, Partia Pracy